# دانيال فاثرز
دانيال فاثرز (بالإنجليزية: Daniel Fathers)‏ هو ممثل بريطاني، ولد في 23 مارس 1966 بلندن في المملكة المتحدة.

## أعمال

### أفلام
- (2008) كامب روك
- (2010)  الحفل الختامي[1]

## وصلات خارجية
- دانيال فاثرز على موقع IMDb (الإنجليزية)
- دانيال فاثرز على موقع ألو سيني (الفرنسية)
- دانيال فاثرز على موقع أول موفي (الإنجليزية)
- دانيال فاثرز على موقع قاعدة بيانات الفيلم (الإنجليزية)
- دانيال فاثرز على موقع كينوبويسك (الروسية)